# Змеёвка (Орловская область)
Змеёвка — деревня в Троснянском районе Орловской области России. Входит в состав Пенновского сельского поселения.

## География
Деревня находится в южной части Орловской области, в лесостепной зоне, в пределах центральной части Среднерусской возвышенности, на правом берегу реки Белый Немёд, на расстоянии примерно 11 километров (по прямой) к юго-западу от села Тросны, административного центра района. Абсолютная высота — 182 метра над уровнем моря.
Климат
Климат характеризуется как умеренно континентальный с умеренно морозной зимой и тёплым летом. Средняя многолетняя температура самого холодного месяца (января), составляет −9,7°С, температура самого тёплого (июля) — +19°С. Среднегодовое количество атмосферных осадков — 540 мм.
Часовой пояс
Деревня Змеёвка, как и вся Орловская область, находится в часовой зоне МСК (московское время). Смещение применяемого времени относительно UTC составляет +3:00.

## Население
| 2010 |
| ---- |
| 10   |

Половой состав
По данным Всероссийской переписи населения 2010 года в гендерной структуре населения мужчины составляли 40 %, женщины — соответственно 60 %.
Национальный состав
Согласно результатам переписи 2002 года, в национальной структуре населения русские составляли 100 % из 24 чел.